# Yevhenia Sakevych-Dallas
Yevhenia Sakevych-Dallas (englische Transkription auch Eugenia Dallas; * 24. August 1925 in Kamjana Balka, Ukrainische SSR; † 2014) war eine ukrainischstämmige Überlebende des Holodomor, Buchautorin und Model.

## Leben
In ihrem autobiographischen Buch One Woman, Five Lives, Five Countries beschreibt sie ihre Kindheit und Jugend unter den Bolschewiki und ihr Überleben des Genozids. Als sie sechs Jahre alt war, wurden ihre Eltern verhaftet und nach Sibirien deportiert, von wo sie nie zurückkehrten. Später musste sie als Waise in Rüstungsfabriken der Nazis arbeiten. 
Nach dem Zweiten Weltkrieg ging sie nach Italien und verdiente zunächst Geld als Showgirl, später als Model. Da auch ihr Aufenthaltsstatus in Italien illegal war, floh sie weiter in die USA, wo sie in Dallas Charles Elson heiratete und den Namen Sakevych-Dallas annahm. Nach Scheidung und Herz-OP zog sie 1961 nach Los Angeles und engagierte sich seitdem für humanitäre Hilfe für die Ukraine.
Sie hielt Vorträge über den Holodomor.

## Verfilmung
Ihre Autobiographie wurde unter dem Titel The Witness Jenya durch den ukrainischen Dokumentarfilmer Serhij Sabolotnyj verfilmt. Der Film wurde 2013 beim Monaco Charity Film Festival ausgezeichnet.